# رژیم سامورایی

مون خاندان میوشی

رژیم سامورایی (به ژاپنی: 武家政権) در تاریخ ژاپن به در دست گرفتن قدرت توسط سامورایی‌ها از نیمه دوم دوره هی‌آن تا پایان دوره ادو گفته می‌شود.

## فهرست رژیم‌های سامورایی
- حکومت مرکزی
  - رژیم هیشی یا رژیم خاندان تایرا (۱۱۶۰–۱۱۸۵)
  - شوگون‌سالاری کاماکورا (۱۱۸۵–۱۳۳۳) میلادی
  - شوگون‌سالاری آشیکاگا (۱۵۶۸–۱۳۵۸) میلادی
  - رژیم اودا از سال ۱۵۷۳ (در واقع از ۱۵۶۸ و به پایتخت رسیدن نوبوناگا) تا ۱۵۸۵
  - رژیم تویوتومی از ۱۵۹۰ (در واقع از ۱۵۸۵) تا ۱۶۰۳
  - شوگون‌سالاری توکوگاوا (۱۶۰۳ – ۱۸۶۸)
- پیرو حکومت مرکزی
  - رژیم هوسوکاوا (۱۴۹۳–۱۵۴۹) میلادی
  - رژیم میوشی (۱۵۴۹–۱۵۶۸) میلادی